# Alfred Horsley Hinton

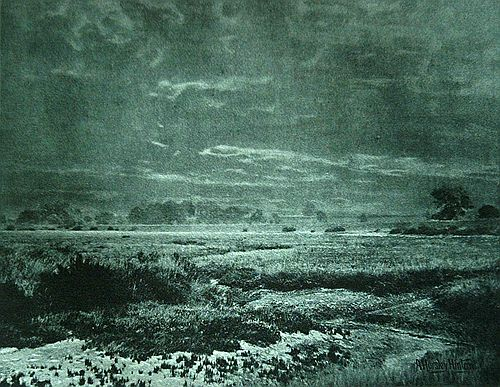
Prés salés, fotografie byla vystavena na výstavě Exposition of Art Photography klubu Photo Club of Paris v roce 1894

Alfred Horsley Hinton (1863 Londýn – 25. února 1908, Essex, Woodford) byl anglický piktorialistický fotograf.

## Život a dílo
Narodil se v roce 1863 v Londýně. Specializoval se na fotografii krajiny, které zobrazoval velmi dramaticky. Byl členem sdružení Amateur Photographer a Linked Ring Brotherhood. Své snímky publikoval v časopisech Camera Work a Camera Notes.

## Publikace

### Knihy
Autor
- The Handbook of Illustration (1895)
- Artistic Landscape Photography (1896)
- Platinotype Printing (1898)
- Practical Pictorial Photography, 1898
- Künstlerische Landschafts-Photographie in Studium und Praxis (2. doplněné a rozšířené vydání), Berlín: Gustav Schmidt, 1900
- P.O.P: A Simple Book of Instruction in the Use of Silver Printing Out Paper (1902)
- Sure and Easy Development of Plates and Films (1904)
- Home Portraiture Made Easy (1907)
- How to Ensure Correct Exposure (1907)
- To Make Bad Negatives Into Good: Elementary Lessons for Beginners in Photography Simply Told (1907)

Přispěvatel
- "Negative-Making: Exposure, Development, and After-Treatment," in The Barnet Book of Photography (1898)
- Introduction to The Use of the Hand Camera by Clive Holland (1898)
- "In Austria and Germany," in Art in Photography (1905)

### Magazíny
- Photographic Art, editor, 1887–1889
- The Amateur Photographer, editor, 1893–1908

## Galerie

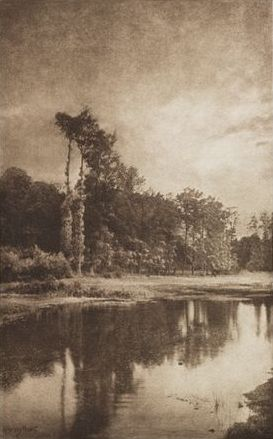
Melton Meadows, Hinton věřil, že toto je jeho nejlepší fotografie
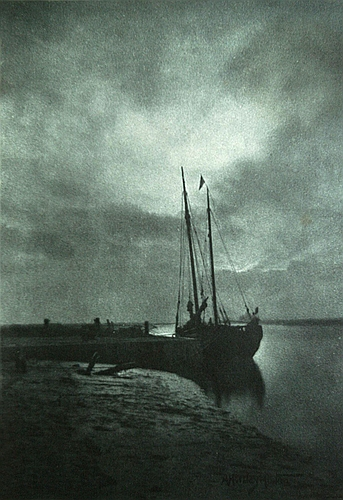
Večer, 1900, této podobná fotografie Requiem byla publikována v knize Practical Pictorial Photography z roku 1898
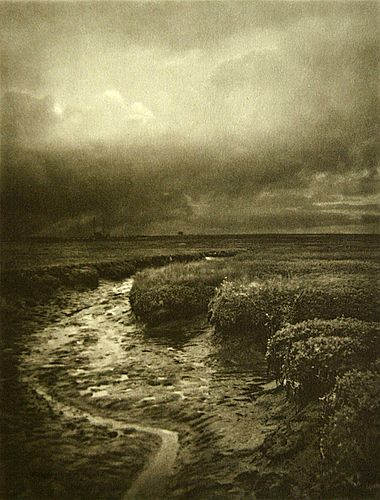
Aufziehendes Wetter, 1898
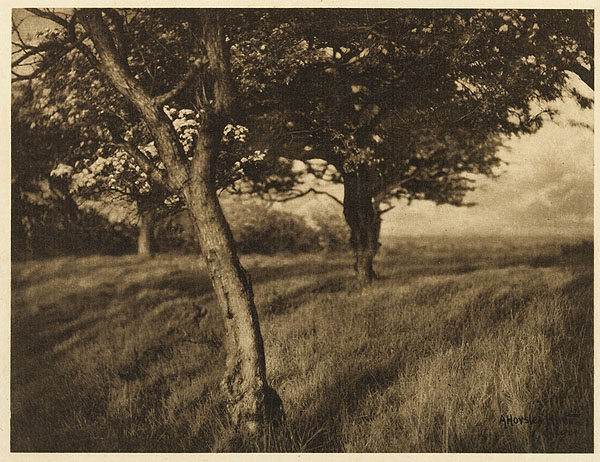
Beyond, publikováno v Camera Work č. 11, 1905
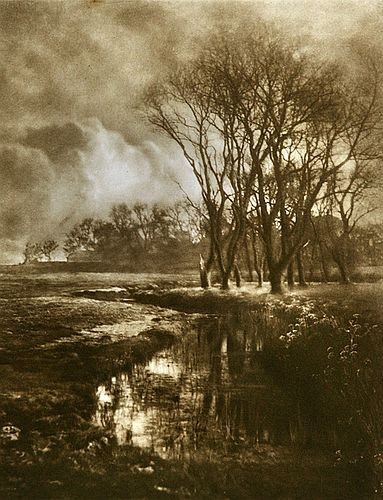
Motiv Aus Suffolk, 1898
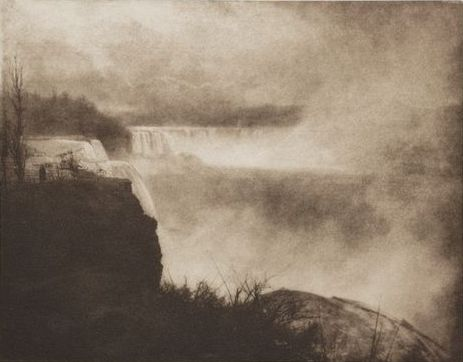
Niagara, 1904